# طلعت روحي (مسلسل)
طلعت روحي هو مسلسل مصري. وهو النسخة العربية المصرية من المسلسل الأمريكي Drop Dead Diva. والنسخة العربية المصرية من إخراج رامي رزق الله وسيناريو وحوار شريف بدر الدين ووائل حمدي وبطولة إنجي وجدان- نيكولا معوض- أحمد عبد المجيد -إسلام إبراهيم -ميار الغيطي -هبة عبد العزيز -تامر فرج.

## قصة
مسلسل «طلعت روحي» يتكون من 45 حلقة وهو مقتبس من المسلسل الأمريكى "drop dead diva", (داليدا) فتاة تطمح في أن تكون عارضة أزياء مشهورة، ولكن القدر يحول دون ذلك؛ إذ تتعرض لحادث سير، وتدخل العمليات فتشعر بالموت وتطلب من الله فرصة ثانية للحياة، تعود إلى الأرض بجسد آخر وهو جسد (عليا) وعليها التعايش مع الواقع وتقبل نفسها.

## فريق العمل

### بطولة
| - إنجي وجدان: عليا أبو هيف/داليدا - نيكولا معوض: نديم - إسلام إبراهيم: تيسير - ميار الغيطي: سيرين سيري - هبة عبد العزيز: كاميليا الخياط | - تامر فرج: مستر بكير الحلواني - دنيا ماهر: فتنة - حمدي عباس: حامد - أميرة حافظ: ماجي - إنعام سالوسة: نعمت نعمه جدة علياء أبو هيف |  | - صفاء الطوخي: نادية والدة داليدا - نهال عنبر: فريال والدة علياء - أحمد فريد: عمرو - سلمى أبو ضيف: داليدا/عليا أبو هيف |

| - عبد الرحيم حسن: اكرم الورداني أبو داليدا ح1، 14 - حنان مطاوع: نهلة ح1، 3، 4 - لانا مشتاق: عناية الدجالة ح2 - يارا فهمي: ليلى مجدي ح6 - عماد رشاد: نجيب خورشيد ح8 - هالة فاخر: الممرضة محاسن مهجة ح8، 9، 10 - صبري عبد المنعم: جابر زوجة مهجة ح 8، 10 - نهى عابدين: يمنى ح11->13 - بسمة ياسر: سلمى ح11->13 - أحمد عبد المجيد : رؤوف - طارق سليمان: أمجد اليماني ح11->13 - باسم مغنية: ناصيف ح12->13 - سلوى عثمان: نبيلة ح12->13 | - شريف توفيق: رامز ح12 - هيدي كرم: سيزا الكاشف / رانداح16->18 - إبراهيم غريب: إبراهيم غريب ح17، 19 - رجاء الجداوي: شريفة ح18، 19 - محمد حاتم: رامي عبد اللطيف ح20 - جيلان علاء: سهام عبد القادر ح20 - عمر السعيد: مازن ح21، 22 - حنان يوسف: راوية والدة مازن ح21، 22 - نرمين زعزع: ريهام زوجة مازن ح21، 22 - سامية عاطف: كارما سرور مروان حمدي ح21، 22 - سلمى طارق: ح23-> 25 - هنا غنيم: ح23-> 25 - جيهان أنور: سوزي راشد صاحبة تينا هاووس: ح23-> 25 | - فريال يوسف: هالة مراد ح26، 27 - ليلى عز العرب: ليليان سعد ح26، 27 - نورهان: هدى المصيري ح28->30 - هاجر الشرنوبي: منة ح28->30 - محمد لطفي شاهين: أشرف ح28->30 - هشام إسماعيل: حاتم شهاب " البلياتشو" ح31، 32 - ظافر العابدين: ضيف شرف ح36 - شريف العجمي: باسل عليش ح 37->39 - رامي الطمباري: درويش ح40 - لاشينة لاشين: والدة ماجي ح40 - ياسمين رحمي: ميريهان فتحي ح40 - محمد طلعت: احسان ورجاء التوأم ح43 ->44 - عمرو وهبة: عصام أبو الريش ح43، ح44 |